# Fox News
Fox News Channel (Фокс-Ньюс-Чэннел, сокращённо FNC или Fox News) — американский информационный канал со штаб-квартирой в Нью-Йорке. Его первый выход в эфир состоялся 7 октября 1996 года. Канал принадлежит медиаконцерну Fox Corporation Руперта Мёрдока через Fox News Media. Программы производятся телекомпанией Fox Broadcasting Company. Канал, который ежедневно смотрят около 2,5 млн человек, является основным информационным каналом США. Генеральным директором Fox News Channel с момента его основания был Роджер Айлз. После его смерти (2017 год) директором канала стала Сюзанн Скотт.
Придерживается консервативной ориентации, близок к Республиканской партии США. В число ведущих телеканала входят Такер Карлсон (до 2023 года), Билл О’Рейли, Гленн Бек и Майк Хакаби. За несколько дней до увольнения Карслона Fox News согласился выплатить более 767 млн долларов компании Dominion Voting Systems по делу о клевете на президентских выборах 2020 года, на которых победу одержал Байден. 19 апреля Fox News заключил с канадской компанией Dominion Voting Systems, которая производит и продает аппаратное и программное обеспечение для голосования, мировое соглашение. В ноябре 2020 года Fox News, традиционно поддерживавший республиканцев и занимавшего тогда пост президента Дональда Трампа, на протяжении нескольких недель после выборов ставил под сомнение результаты голосования, высказывая разные версии, в том числе о том, что машины для голосования производства Dominion Voting Systems могли использоваться для искажения результатов волеизъявления американцев. Dominion сочла эти утверждения клеветой и обратилась в суд. Сумма компенсации составляет около четверти годового дохода Fox News до вычета налогов. Это крупнейшее в истории США взыскание со СМИ за клевету.

## Политическая ориентация
Fox News Channel рекламирует себя со слоганами «Fair and balanced» («справедливый и взвешенный»), а также «We report. You decide» («Мы рассказываем. Вы решаете») и претендует на нейтральное освещение событий. Критики из конкурирующих СМИ и Демократической партии, однако, не раз заявляли о явном правом и консервативном уклоне канала, особенно во время Иракской войны, президентских выборов 2008 года и с момента избрания в должность Президента США Барака Обамы. В ответ на это канал часто отвечает, что остальной медийный ландшафт слишком левый, а он сам относится к консервативным взглядам с не меньшим уважением, чем к либеральным.
В документальном фильме Outfoxed продюсера Роберта Гринволда Fox News обвиняется в одностороннем освещении событий. Бывшие сотрудники телеканала рассказывают в нём об инструкциях с распоряжениями о том, чтобы показывать республиканцев в позитивном, а демократов — в негативном свете. Сам канал эти обвинения отверг, заявив, что некоторые из опрошенных никогда на нём не работали, а другие были уволены по профнепригодности.
В видеорепортаже с улиц Москвы о протестах либеральной оппозиции против фальсификаций на выборах в Госдуму и победы партии «Единая Россия» канал 7 декабря 2011 года показал столицу России, ночную Москву, в погромах, уличных пожарах (которых не было), полицией с надписями на щитах по-гречески, с деревьями с зелёной листвой и пальмами на декабрьских улицах (пальмы, растущие на Ближнем Востоке, показаны в самом начале репортажа). После критики в СМИ телеканал был вынужден признать свою ошибку: данный репортаж с сайта канала был удалён, но не сразу. Канал выдал кадры разгона акции протеста в Афинах (Греция) за кадры разгона демонстраций в Москве.

## Критика и скандалы

### Обвинения в сексуальных домогательствах
Телеканал был обвинен в сексуальных домогательствах и расовой дискриминации со стороны сотрудников, ведущих и руководства. В результате были уволены гендиректор Роджер Айлз и ведущие Билл О’Райли и Эрик Боллинг. В четырех судебных исках утверждалось, что сопредседатель Fox News Билл Шайн игнорировал, поощрял или скрывал домогательства Айлза. Руперт Мёрдок, исполнительный директор 21st Century Fox отверг заявления о сексуальных домогательствах, назвав их «политическими». В январе 2017 года, после того, как О’Райли урегулировал иски на 32 миллиона долларов, телеканал продлил с ним контракт.

### Освещение сексуальных скандалов
Широкое освещение Fox News скандала с Харви Вайнштейном в октябре 2017 года было воспринято некоторыми как лицемерие, поскольку канал посвятил скандалу с продюсером 12 часов, в то время как Билли О’Райли посвятили всего 20 минут.
Через несколько недель, после того, как несколько женщин в возрасте до 18 лет, в том числе 14-летняя девочка обвинили в домогательствах кандидата в сенаторы штата Алабама Роя Мура, ведущий Fox News Шон Хэннити отверг эти обвинения и весь выпуск своего шоу пытался поставить под сомнения эти заявления. Также под сомнения эти заявления ставили другие ведущие Fox News — Такер Карлсон, Лора Ингрэм, Джанин Пирро и Грег Джарретт. В декабре 2017 года, за несколько дней до выборов в сенат штата Алабама, Fox News опубликовал статью, в которой утверждалось, что одна из обвинительниц Роя Мура призналась в подделке подписи, хотя на самом деле это было не так.

### Нарушение журналистской этики
В 2018 году ведущий Шон Хэннити в эфире своей программы защищал личного адвоката тогдашнего президента США Дональда Трампа — Майкла Коэна, не раскрывая факт того, что Коэн был его адвокатом. Журналист раскритиковал действия федеральных властей, назвав их «крайне сомнительными» и «беспрецедентным злоупотреблением власти». 16 апреля 2018 года на судебном заседании адвокаты Коэна сообщили судье, что у того было десять клиентов в 2017—2018 годах, но «традиционные юридические задачи» Майкл выполнял только для троих: Трампа, Эллиота Бройди и некого «видного человека», который не хотел, чтобы его имя называлось. После того, как федеральный судья распорядился раскрыть имя третьего клиента, им оказался сам Хэннити.
Fox News не ввел санкций против ведущего за это нарушение журналистской этики. Было опубликовано официальное заявление, в котором утверждалось, что FNC не знал о связях Шона Хэннити с Майклом Коэном и что журналист пользуется полной поддержкой телеканала. Эксперты по этике СМИ заявили, что Хэннити должен был быть уволен или отстранен от эфира.

#### Фейки о выборах 2020
После выборов 2020 года сторонники президента Дональда Трампа утверждали, что подсчёт голосов в ряде штатов был подтасован в пользу его соперника Джо Байдена и что немалую роль в этом якобы сыграло использование машин для голосования. Компания Dominion, занимающаяся их производством, подала досудебную претензию к Fox News, потребовав компенсацию в размере 1,5 млрд долларов. Телеканал признал свою фальсификацию и согласился выплатить 786,5 млн долларов.

### Нарушение прав человека в Нью-Йорке
В конце июня 2021 года телеканал согласился выплатить Нью-Йорку штраф в размере 1 миллиона долларов, после того, как городская комиссия по правам человека сделала отчет, в котором утверждалось, что в кабельной сети токсичная рабочая среда и продолжаются сексуальные домогательства и дискриминация.

### Обвинения в распространении пророссийской пропаганды
Член Палаты представителей США от Вайоминга Элизабет Чейни обвинила Fox News в распространении пророссийской пропаганды из-за того, что на этом канале в качестве гостя выступил отставной полковник армии Дуглас Макгрегор, который сделал «противоречивые комментарии о войне России на Украине», что, по мнению политика, абсолютно не в интересах США.
В частности, американский военный в эфире программы Tucker Carlson Tonight заявил, что «Семь месяцев спустя украинская армия обескровлена, десятки тысяч украинских военнослужащих были убиты или ранены, Украина действительно находится в затруднительном положении и пытается создать иллюзию, что это не так». При этом, по словам Дугласа Макгрегора, с самого первого момента, когда русские вошли в восточную Украину, ряд отставных генералов и политических деятелей в Вашингтоне и Лондоне говорили о неминуемой победе Украины. Так же он заявил, что слова Владимира Путина об ответном применении ядерного оружия стали реакцией на массу пустых разговоров о целесообразности ведения ядерной войны против России.

## В популярной культуре
- «Самый громкий голос» (2019) — телесериал телеканала Showtime, посвящённый Роджеру Айлзу и созданному им телеканалу. Основан на книге 2014 года «Самый громкий голос в комнате» журналиста Гэбриела Шермана и его публикациях в The New York Times.